# John Gibson Paton
John Gibson Paton, född 24 maj 1824, död 28 januari 1907, var en skotsk missionär.
Paton utgick 1858 som den presbyterianska kyrkans missionär till Nya Hebriderna, där han utförde ett betydande pionjärarbete. Han är främst känd genom sin självbiografi, i svensk översättning Bland menniskoätarne på Nya Hebriderna (1891, 4:e upplagan 1919).